# Ludgate Circus

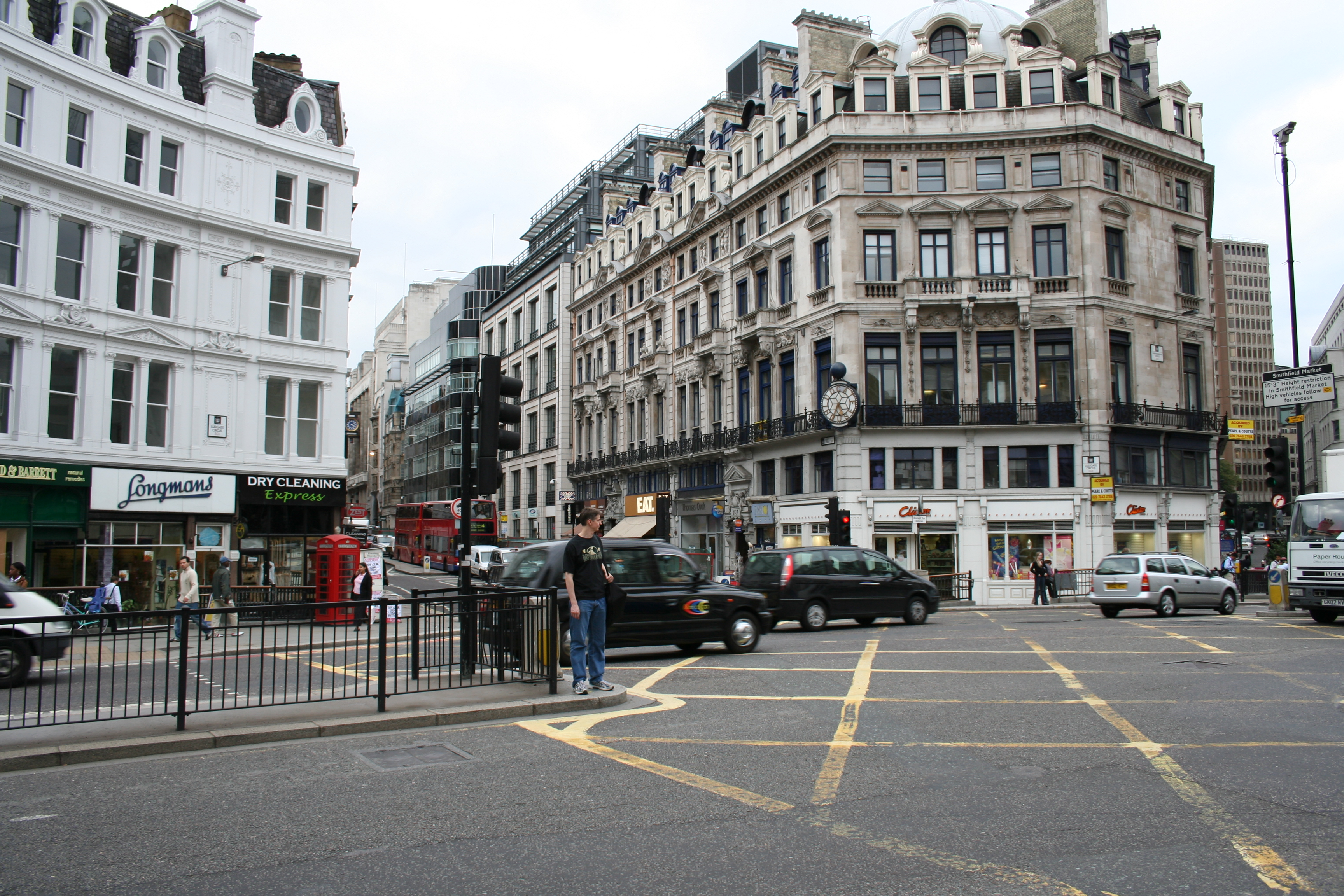
Ludgate Circus

Ludgate Circus é uma localidade na City de Londres, no cruzamento de Farringdon Street/New Bridge Street (a A201, que leva à Blackfriars Bridge) com Fleet Street/Ludgate Hill. A Catedral de São Paulo fica próxima a ela.

## História
Historicamente a principal conexão entre as cidades de Londres e Westminster, Ludgate Circus está situada junto ao curso do rio Fleet, o maior dos rios subterrâneos de Londres. A praça circular de Ludgate Circus foi construída entre 1864 e 1875. Granito Haytor de Dartmoor, em South Devon, foi usado na construção da praça, transportado através da Haytor Granite Tramway.